# Пшейма-Висока
Пшейма-Висока (пол. Przejma Wysoka) — село в Польщі, у гміні Шиплішки Сувальського повіту Підляського воєводства.
Населення — 80 осіб (2011).
У 1975-1998 роках село належало до Сувальського воєводства.

## Демографія
Демографічна структура станом на 31 березня 2011 року:
|          | Загалом | Допрацездатний вік | Працездатний вік | Постпрацездатний вік |
| -------- | ------- | ------------------ | ---------------- | -------------------- |
| Чоловіки | 40      | 6                  | 29               | 5                    |
| Жінки    | 40      | 4                  | 28               | 8                    |
| Разом    | 80      | 10                 | 57               | 13                   |